# Théodule Toulotte
Théodule Toulotte (ur. 20 grudnia 1950 w Lozinghem) – francuski zapaśnik walczący przeważnie w stylu wolnym. Dwukrotny olimpijczyk. Odpadł w eliminacjach w Monachium 1972, w obu stylach i w Montrealu 1976, w stylu wolnym. Walczył w kategorii do 62 kg.
Wicemistrz świata w 1975; piąty w 1971. Brązowy medalista mistrzostw Europy w 1974. Wicemistrz igrzysk śródziemnomorskich w 1971; trzeci w 1975 roku.